# Jules Pirard
Jules Pirard (28 maggio 1885 – 22 dicembre 1962) è stato un ginnasta francese.

## Palmarès

### Olimpiadi
- 1 medaglia:
  - 1 bronzo (Anversa 1920 nel concorso a squadre)